# Södra Finnskoga kyrka
Södra Finnskoga kyrka är en kyrkobyggnad som tillhör Övre Älvdals församling i Karlstads stift. Kyrkan ligger i byn Bograngen i norra Värmland omkring sju kilometer öster om norska gränsen och sju mil norr om Torsby.

## Kyrkobyggnaden
Träkyrkan, som är den första på platsen, uppfördes 1831–1835 efter ritningar av arkitekt Per Axel Nyström. Första gudstjänsten firades 4 november 1833, men först på pingstdagen 1865 invigdes kyrkan officiellt. Exteriören var då färdig, men interiören färdigställdes inte förrän år 1895. Ursprungligen var byggnaden en korskyrka, men 1952–1953 omvandlades den till en rak långhuskyrka. Södra korsarmen togs bort medan sakristian och församlingslokaler inrymdes i norra korsarmen.
Kyrkan, som vilar på en putsad stensockel, består av långhus med tresidigt kor i öster. Vid västra kortsidan finns kyrktornet med en fyrsidig lanternin. Vid långhusets norra sida finns en korsarm där sakristia, samlingssal, pentry och toalett är inrymda. I tornets bottenvåning finns vapenhus och huvudingång.

## Inventarier
- Två kyrkklockor är från 1909.
- Dopfunten av trä är målad i grått och blått.

### Orgel
- Orgeln är byggd 1919–1920 av E A Setterquist & Son, Örebro och omdisponerad 1953. Orgeln är mekanisk med pneumatisk lådor.

| Manual I            | Manual II    | Pedal      | Koppel    |
| Borduna 16’         | Rörflöjt 8’  | Subbas 16’ | I/P       |
| Principal 8’        | Violin 4’    |            | II/P      |
| Flûte harmonique 8’ | Waldflöjt 2’ |            | II/I      |
| Oktava 4’           |              |            | I 4'/I    |
| Oktava 2’           |              |            | II 16'/II |
| Mixtur 4 chor       |              |            |           |

### Webbkällor
- Kyrkor i Karlstads stift Del II, Utgiven av Värmlands Museum och Karlstads stift, 2008, ISBN 91-85224-72-3
- anläggningspresentation
- byggnadspresentation